# Hermann Adolf von Stock
Hermann Adolf Stock, ab 1869 von Stock, (* 30. Dezember 1809 in Tuttlingen; † 10. November 1871 in Heilbronn) war ein deutscher evangelischer Theologe.

## Beruf
Während seines Studiums wurde er 1827 Mitglied der Burschenschaft Germania Tübingen und 1829 der Burschenschaft Concordia Tübingen. Nach dem Studium der evangelischen Theologie in Tübingen begann Hermann Adolf Stock seine berufliche Laufbahn 1832 als Vikar in Deizisau und 1833 als Vikariatsverweser in Bad Boll. 1833 bis 1835 war er Hofmeister in Stuttgart und von 1835 bis 1837 Repetent. Von 1837 bis 1851 arbeitete er als Pfarrer in Jagsthausen. 1851 bis 1862 war er Dekan und Stadtpfarrer in Crailsheim und von 1862 bis 1867 in Nürtingen. 1867 ging er als Prälat und Generalsuperintendent nach Heilbronn. Dieses Amt übte er bis zu seinem Tod 1871 aus.

## Politik
Die Generalsuperintendenten der evangelischen Landeskirche waren kraft Amtes privilegierte Mitglieder der Zweiten Kammer des württembergischen Landtags. Hermann Adolf Stock trat nach seiner Ernennung in Heilbronn deshalb auch 1867 in den Landtag ein und übte das Amt bis zum Tod aus.

## Ehrungen und Nobilitierung
- 1866 erhielt er das Ritterkreuz des Friedrichs-Ordens
- 1869 wurde ihm das Ritterkreuz 1. Klasse des Ordens der Württembergischen Krone verliehen[1], welches mit dem persönlichen Adelstitel (Nobilitierung) verbunden war.